# Ukrainische Snooker-Meisterschaft 2006
Die ukrainische Snooker-Meisterschaft 2006 war ein Snookerturnier, das vom 3. bis 5. November 2006 im BK Bingo in der ukrainischen Hauptstadt Kiew stattfand.
Ukrainischer Meister wurde zum zweiten Mal Serhij Issajenko. Der Titelverteidiger setzte sich im Finale gegen den Sieger von 2004, Hryhorij Chymotschka, mit 3:0 durch. Witalij Tkatschenko und Denys Waschtschuk belegten den dritten Rang.

## Modus
Die 31 Teilnehmer traten zunächst im Doppel-K.-o.-System gegeneinander an. Ab dem Viertelfinale wurde im K.-o.-System gespielt.

## Vorrunde

### Hauptrunde
| Spiel | Spieler 1                | Ergebnis | Spieler 2            |
| ----- | ------------------------ | -------- | -------------------- |
| 1     | Sajid Butschajew         | kl.      | Freilos              |
| 2     | Iwan Sydorenko           | 30:30    | Oleh Owsjanko        |
| 3     | Oleksij Dobrowolskyj     | 03:03    | Serhij Kowal         |
| 4     | Serhij Hilewytsch        | 31:31    | Oleksandr Sacharow   |
| 5     | Roman Popow              | 23:23    | Hryhorij Chymotschka |
| 6     | Oleksandr Korschynewskij | 32:32    | Jurij Tkatschenko    |
| 7     | Bohdan Moltschanow       | 03:03    | Marija Issajenko     |
| 8     | Arsen Petrossow          | 30:30    | Denys Waschtschuk    |

| Spiel | Spieler 1           | Ergebnis | Spieler 2             |
| ----- | ------------------- | -------- | --------------------- |
| 9     | Witalij Tkatschenko | 03:03    | Kostjantyn Danylenko  |
| 10    | Jewhen Surschko     | 31:31    | Wolodymyr Rownjanskyj |
| 11    | Walerij Kowtun      | 03:03    | Pawlo Kyrylow         |
| 12    | Mychajlo Syhyda     | 03:03    | Jewhen Larin          |
| 13    | Roman Mychajlow     | 30:30    | Serhij Issajenko      |
| 14    | Wiktor Myronjuk     | 13:13    | Dmytro Poltawez       |
| 15    | Andrij Krawtschenko | 13:13    | Kostjantyn Umanez     |
| 16    | Nasar Syrotjuk      | 31:31    | Jewhen Wesseljak      |

### 1. Gewinnerrunde
16 Spieler (Sieger der Hauptrunde)
| Spiel | Spieler 1            | Ergebnis | Spieler 2          |
| ----- | -------------------- | -------- | ------------------ |
| 17    | Sajid Butschajew     | 31:31    | Oleh Owsjanko      |
| 18    | Oleksij Dobrowolskyj | 13:13    | Oleksandr Sacharow |
| 19    | Roman Popow          | 13:13    | Jurij Tkatschenko  |
| 20    | Bohdan Moltschanow   | 32:32    | Denys Waschtschuk  |

| Spiel | Spieler 1           | Ergebnis | Spieler 2             |
| ----- | ------------------- | -------- | --------------------- |
| 21    | Witalij Tkatschenko | 03:03    | Wolodymyr Rownjanskyj |
| 22    | Walerij Kowtun      | 03:03    | Mychajlo Syhyda       |
| 23    | Serhij Issajenko    | 03:03    | Wiktor Myronjuk       |
| 24    | Andrij Krawtschenko | 30:30    | Jewhen Wesseljak      |

### 2. Gewinnerrunde
8 Spieler (Sieger der 1. Gewinnerrunde)
| Spiel | Spieler 1     | Ergebnis | Spieler 2            |
| ----- | ------------- | -------- | -------------------- |
| 41    | Oleh Owsjanko | 30:30    | Oleksij Dobrowolskyj |
| 42    | Roman Popow   | 31:31    | Denys Waschtschuk    |

| Spiel | Spieler 1           | Ergebnis | Spieler 2        |
| ----- | ------------------- | -------- | ---------------- |
| 43    | Witalij Tkatschenko | 13:13    | Walerij Kowtun   |
| 44    | Serhij Issajenko    | 03:03    | Jewhen Wesseljak |

### 1. Verliererrunde
15 Spieler (Verlierer der Hauptrunde)
| Spiel | Spieler 1            | Ergebnis | Spieler 2                |
| ----- | -------------------- | -------- | ------------------------ |
| 25    | Freilos              | kl.      | Iwan Sydorenko           |
| 26    | Serhij Kowal         | 20:20    | Serhij Hilewytsch        |
| 27    | Hryhorij Chymotschka | 02:02    | Oleksandr Korschynewskij |
| 28    | Marija Issajenko     | 02:02    | Arsen Petrossow          |

| Spiel | Spieler 1            | Ergebnis | Spieler 2       |
| ----- | -------------------- | -------- | --------------- |
| 29    | Kostjantyn Danylenko | 20:20    | Jewhen Surschko |
| 30    | Pawlo Kyrylow        | 20:20    | Jewhen Larin    |
| 31    | Roman Mychajlow      | 12:12    | Dmytro Poltawez |
| 32    | Kostjantyn Umanez    | 02:02    | Nasar Syrotjuk  |

### 2. Verliererrunde
16 Spieler (Sieger der 1. Verliererrunde gegen Verlierer der 1. Gewinnerrunde)
| Spiel | Spieler 1            | Ergebnis | Spieler 2             |
| ----- | -------------------- | -------- | --------------------- |
| 33    | Iwan Sydorenko       | 02:02    | Andrij Krawtschenko   |
| 34    | Serhij Hilewytsch    | 02:02    | Wiktor Myronjuk       |
| 35    | Hryhorij Chymotschka | 02:02    | Mychajlo Syhyda       |
| 36    | Marija Issajenko     | 21:21    | Wolodymyr Rownjanskyj |

| Spiel | Spieler 1         | Ergebnis | Spieler 2          |
| ----- | ----------------- | -------- | ------------------ |
| 37    | Jewhen Surschko   | 20:20    | Bohdan Moltschanow |
| 38    | Jewhen Larin      | 20:20    | Jurij Tkatschenko  |
| 39    | Roman Mychajlow   | 20:20    | Oleksandr Sacharow |
| 40    | Kostjantyn Umanez | 12:12    | Sajid Butschajew   |

### 3. Verliererrunde
8 Spieler (Sieger der 2. Verliererrunde)
| Spiel | Spieler 1            | Ergebnis | Spieler 2             |
| ----- | -------------------- | -------- | --------------------- |
| 45    | Iwan Sydorenko       | 20:20    | Serhij Hilewytsch     |
| 46    | Hryhorij Chymotschka | 02:02    | Wolodymyr Rownjanskyj |

| Spiel | Spieler 1          | Ergebnis | Spieler 2         |
| ----- | ------------------ | -------- | ----------------- |
| 47    | Bohdan Moltschanow | 12:12    | Jurij Tkatschenko |
| 48    | Oleksandr Sacharow | 21:21    | Kostjantyn Umanez |

### 4. Verliererrunde
8 Spieler (Sieger der 3. Verliererrunde gegen Verlierer der 2. Gewinnerrunde)
| Spiel | Spieler 1            | Ergebnis | Spieler 2     |
| ----- | -------------------- | -------- | ------------- |
| 49    | Serhij Hilewytsch    | 20:20    | Roman Popow   |
| 50    | Hryhorij Chymotschka | 02:02    | Oleh Owsjanko |

| Spiel | Spieler 1          | Ergebnis | Spieler 2        |
| ----- | ------------------ | -------- | ---------------- |
| 51    | Bohdan Moltschanow | 12:12    | Jewhen Wesseljak |
| 52    | Kostjantyn Umanez  | 21:21    | Walerij Kowtun   |

## Finalrunde
|  | Viertelfinale        | Viertelfinale     |                      |   | Halbfinale | Halbfinale |  |  | Finale | Finale |
|  |                      |                   |                      |   |            |            |  |  |        |        |
|  | Oleksij Dobrowolskyj | 1                 |                      |   |            |            |  |  |        |        |
|  | Hryhorij Chymotschka | 3                 |                      |   |            |            |  |  |        |        |
|  | Hryhorij Chymotschka | 3                 | Hryhorij Chymotschka | 3 |            |            |  |  |        |        |
|  |                      |                   | Hryhorij Chymotschka | 3 |            |            |  |  |        |        |
|  |                      | Denys Waschtschuk | 1                    |   |            |            |  |  |        |        |
|  | Denys Waschtschuk    | Denys Waschtschuk | 1                    | 3 |            |            |  |  |        |        |
|  | Denys Waschtschuk    |                   |                      | 3 |            |            |  |  |        |        |
|  | Roman Popow          | 2                 |                      |   |            |            |  |  |        |        |
|  |                      |                   | Hryhorij Chymotschka | 0 |            |            |  |  |        |        |
|  |                      | Serhij Issajenko  | 3                    |   |            |            |  |  |        |        |
|  | Witalij Tkatschenko  | 3                 |                      |   |            |            |  |  |        |        |
|  | Walerij Kowtun       | 1                 |                      |   |            |            |  |  |        |        |
|  | Walerij Kowtun       | 1                 | Witalij Tkatschenko  | 0 |            |            |  |  |        |        |
|  |                      |                   | Witalij Tkatschenko  | 0 |            |            |  |  |        |        |
|  |                      | Serhij Issajenko  | 3                    |   |            |            |  |  |        |        |
|  | Serhij Issajenko     | Serhij Issajenko  | 3                    | 3 |            |            |  |  |        |        |
|  | Serhij Issajenko     |                   |                      | 3 |            |            |  |  |        |        |
|  | Bohdan Moltschanow   | 0                 |                      |   |            |            |  |  |        |        |